# ONE Fight Night 9
ONE Fight Night 9: Nong-O vs. Haggerty fue un evento de deportes de combate producido por ONE Championship llevado a cabo el 22 de abril de 2023, en el Lumpinee Boxing Stadium en Bangkok, Tailandia.

## Historia
Una pelea por el Campeonato Mundial de Muay Thai de Peso Gallo de ONE entre el campeón Nong-O Gaiyanghadao y el ex-Campeón Mundial de Muay Thai de Peso Mosca de ONE Jonathan Haggerty encabezó el evento.
Una pelea de peso paja entre Bokang Masunyane y Hiroba Minowa se llevó a cabo en el evento. El par estaba previamente programado para enfrentarse en ONE 159, pero la pelea fue cancelada debido a que Masunyane no dio el peso y Minowa rechazó una pelea en peso pactado.
Una pelea de peso gallo entre Matías Farinelli y Jhanlo Mark Sangiao se llevó a cabo en el evento. El par estaba inicialmente programado para enfrentarse en ONE 164, pero la pelea fue cancelada luego de que Farinelli diera por positivo por COVID-19.
En el pesaje, Han Zihao pesó 149.5 libras, 4.5 libras sobre el límite de peso gallo, y Ten Pow pesó 145.25 libras, 0.25 libras sobre el límite, ya que ambos no dieron el peso su pelea continuaría en un peso pactado. Matías Farinelli falló su test de hidratación y fue obligado a tomar un peso pactado, pesando 149.75 libras.

## Resultados
1. ↑  Por el Campeonato Mundial de Muay Thai de Peso Gallo de ONE.

## Bonificaciones
Los siguientes peleadores recibieron bonos.
- $100.000 Actuación de la Noche: Jonathan Haggerty
- $50.000 Actuación de la Noche: Felipe Lobo, Isi Fitikefu y Jhanlo Mark Sangiao